# Omolicna quadrispinosa
Omolicna quadrispinosa är en insektsart som beskrevs av Caldwell 1944. Omolicna quadrispinosa ingår i släktet Omolicna och familjen Derbidae. Inga underarter finns listade i Catalogue of Life.